# Giorgi Arabidze
Giorgi Arabidze (grúzul: გიორგი არაბიძე; Vani, 1998. március 4. –) grúz válogatott labdarúgó, aki  a portugál CD Nacional játékosa.

## Pályafutása

### Klubcsapatokban
A Lokomotivi Tbiliszi csapatánál kezdte pályafutását, majd itt lett profi játékos. 2013. szeptember 12-én mutatkozott be a Saburtalo Tbiliszi ellen debütált a másodosztályban. Október 8-án első gólját szerezte meg a Sasco Tbiliszi ellen 2–1-re megnyert mérkőzésen. 33 bajnokin 21 gólt szerezve távozott a klubtól 2015-ben és aláírt az ukrán Sahtar Doneck együtteséhez. Október 27-én a kupában a Ternopil ellen mutatkozott be. Három nappal később a bajnokságban a Zorja Luhanszk ellen lépett először pályára csereként. 2018. július 3-án a portugál CD Nacional csapatához írt alá 4 évre. Augusztus 19-én a bajnokságban a Moreirense ellen debütált.

### A válogatottban
Tagja volt a hazai rendezésű 2017-es U19-es labdarúgó-Európa-bajnokságon résztvevő keretnek. 2017. március 24-én Szerbia ellen mutatkozott be a felnőtt válogatottban. Négy nappal később első gólját is megszerezte a litván labdarúgó-válogatott ellen.

## Statisztika

### Klub
2018. október 26-i állapotnak megfelelően.
| Klub                | Szezon           | Bajnokság            | Bajnokság | Bajnokság | Kupa  | Kupa  | Nemzetközi | Nemzetközi | Egyéb | Egyéb | Összesen | Összesen |
| Klub                | Szezon           | Osztály              | Mérk.     | Gólok     | Mérk. | Gólok | Mérk.      | Gólok      | Mérk. | Gólok | Mérk.    | Gólok    |
| ------------------- | ---------------- | -------------------- | --------- | --------- | ----- | ----- | ---------- | ---------- | ----- | ----- | -------- | -------- |
| Lokomotivi Tbiliszi | 2013–14          | Pirveli Liga         | 16        | 8         | 1     | 1     | 0          | 0          | 0     | 0     | 17       | 9        |
| Lokomotivi Tbiliszi | 2014–15          | Pirveli Liga         | 17        | 13        | 0     | 0     | 0          | 0          | 1     | 0     | 18       | 13       |
| Lokomotivi Tbiliszi | Összesen         | Összesen             | 33        | 21        | 1     | 1     | 0          | 0          | 1     | 0     | 35       | 22       |
| Sahtar Doneck       | 2015–16          | Ukrán Premier League | 2         | 0         | 1     | 0     | 0          | 0          | 0     | 0     | 3        | 0        |
| Sahtar Doneck       | 2016–17          | Ukrán Premier League | 1         | 0         | 0     | 0     | 0          | 0          | 0     | 0     | 1        | 0        |
| Sahtar Doneck       | 2017–18          | Ukrán Premier League | 0         | 0         | 0     | 0     | 0          | 0          | 0     | 0     | 0        | 0        |
| Sahtar Doneck       | Összesen         | Összesen             | 3         | 0         | 1     | 0     | 0          | 0          | 0     | 0     | 4        | 0        |
| CD Nacional         | 2018–19          | Primeira Liga        | 5         | 0         | 1     | 0     | 0          | 0          | 0     | 0     | 6        | 0        |
| CD Nacional         | Összesen         | Összesen             | 5         | 0         | 1     | 0     | 0          | 0          | 0     | 0     | 6        | 0        |
| Karrier összesen    | Karrier összesen | Karrier összesen     | 41        | 21        | 3     | 1     | 0          | 0          | 1     | 0     | 45       | 22       |

### Válogatott
2018. szeptember 6-i állapotnak megfelelően.
| Válogatott | Év       | Mérk. | Gólok |
| ---------- | -------- | ----- | ----- |
| Grúzia     | 2016     | 0     | 0     |
| Grúzia     | 2017     | 4     | 3     |
| Grúzia     | 2018     | 0     | 0     |
| Összesen   | Összesen | 4     | 3     |

### Válogatott góljai
2017. június 7-i állapotnak megfelelően.
| #  | Dátum             | Helyszín                                   | Ellenfél             | Gól | Eredmény | Kiírás              |
| -- | ----------------- | ------------------------------------------ | -------------------- | --- | -------- | ------------------- |
| 1. | 2017. március 28. | Borisz Paicsadze Stadion, Tbiliszi, Grúzia | Lettország           | 5–0 | 5–0      | Barátságos mérkőzés |
| 2. | 2017. június 7.   | Mikheil Meskhi Stadium, Tbiliszi, Grúzia   | Saint Kitts és Nevis | 1–0 | 3–0      | Barátságos mérkőzés |
| 3. | 2017. június 7.   | Mikheil Meskhi Stadium, Tbiliszi, Grúzia   | Saint Kitts és Nevis | 2–0 | 3–0      | Barátságos mérkőzés |

## Sikerei, díjai
- Sahtar Doneck
  - Ukrán bajnok: 2016–17